# Barney Rosset
Barnet Lee „Barney“ Rosset, Jr. (28. května 1922 – 21. února 2012) byl majitelem nakladatelství Grove Press, nakladatel a hlavní šéfredaktor magazínu Evergreen Review. Vedl úspěšnou soudní bitvu o publikování necenzurované verze románu Milenec lady Chatterleyové od D. H. Lawrence a později publikoval kontroverzní román Henryho Millera pojmenovaný Obratník Raka. Právo publikovat toto Millerovo dílo bylo připsáno nejvyšším soudem USA v roce 1964 mezníkem pro svobodu slova a projevu a prvním dodatkem.

## Dětství a studium
Rosset se narodil stejnojmennému židovi a irské katoličce Mary v Chicagu, kde i vyrůstal. Navštěvoval progresivní Francis Parker School, kde si našel nejlepšího přítele – proslulého kameramana Haskella Wexlera. Rosset také zmínil, že na něj měl velký vliv Robert Morss Lovett, dědeček jeho středoškolské lásky a profesor angličtiny na Chicagské univerzitě.
Kromě toho Rosset navštěvoval po jeden rok i Swarthmore College, kde objevil práci Henryho Millera a následně narukoval do armády v roce 1942.

## Kariéra
Během druhé světové války sloužil jako důstojník v Army Signal Corps, fotografické společnosti v čínském Kunmingu. V roce 2002 Rosset vystavil v New York Gallery kolekci válečných fotografií z toho času stráveného v Číně. Výstava obsahovala fotografie zachycující grafické výjevy – zraněné a mrtvé vojáky.
Prvotní Rossetova ambice byla stát se filmařem stejně jako jeho kamarád z dětství, Haskell Wexler. Produkoval tedy dokument Strange Victory zabývající se postválečným rasismem v Americe.
Poté, co se rozvedl se svou první ženou, malířkou Joan Mitchell, navštěvoval kurzy na New School for Social Research a pracoval pro magazín Monthly Review Press. Kamarád od Mitchellové řekl Rossetovi o Grove Pressu, který chtěli jeho původní majitelé prodat. Rosset ho tehdy zakoupil za tři tisíce dolarů.

## Osobní život
Rosset se oženil celkem pětkrát. Poprvé v roce 1949 v Paříži s malířkou Joan Mitchellovou věnující se abstraktní expresionistické malbě. Pár se usadil v Greenwich Village v New Yorku, ale později se rozvedli. Mitchell ale dovedla Rosseta k nabytí Grove Press.
Druhou Rossetovou ženou se stala Loly Eckert, manažerka prodeje v Grove Pressu. Své syna pojmenovali Peter Rosset.
Vlastnili v té době vojenský barák, sloužící v minulosti jako malířské studio pro Roberta Motherwella.
Poslední Rossetovo manželství bylo s Astrid Meyers a trvalo až do konce jeho života.
Po Peterovi měl Rosset ještě tři další děti, syna Becketta (pojmenovaného po Samuelu Beckettovi) a dvě dcery —Tansey and Chantal.

## Historie nakladatelstvíGrove PressaEvergreen Review
Rosset představil Americe množství výrazných autorů, zahrnujících Samuela Becketta (Nobelova cena za literaturu v roce 1969), Pablo Nerudu (Nobelova cena 1971), Octavia Paze (Nobelova cena 1990), Kenzaburō Ōe (Nobelova cena 1994), Harolda Pintera (Nobelova cena 2005), Henryho Millera, Williama S. Burroughse, Khushwanta Singha, Jeana Geneta, Johna Rechyho, Kathy Ackerovou, Eugène Ionesca a Toma Stopparda.
Evergreen Review od roku 1957 posunoval hranice cenzury a inspiroval tak stovky až tisíce mladších Američanů k vyvinutí proticenzurní kultury. Grove Press publikoval spisovatele Beat generation jako byli
William Burroughs, Allen Ginsberg, Lawrence Ferlinghetti, John Rechy, Hubert Selby, Jr. a Jack Kerouac.
Rosset mimo jiné zakoupil práva k americké distribuci švédského filmu I Am Curious (Yellow).
Internetový Evergreen Review představoval beatnické klasiky stejně jako debuty současných spisovatelů. V roce 2007 se Rosset oženil s Astrid Myers Rossetovou, tehdy šéfredaktorkou internetového Evergreen Review. V roce 2008 Rosset dokončil sepsání své autobiografie, dnes publikované jako Rosset: My Life in Publishing and How I Fought Censorship.
Zemřel v roce 2012 po nahrazení dvojité srdeční chlopně.

## Filmy
Celovečerní dokument Obscene (2008) vytvořili Neil Ortenberg a Daniel O'Connor. Film byl vybrán do sekce Toronto International Film Festivalu. V dokumentu vystupují: Amiri Baraka, Lenny Bruce, William S. Burroughs, Jim Carroll, Elsa Dorfman, Lawrence Ferlinghetti, Allen Ginsberg, Al Goldstein, Erica Jong, Ray Manzarek, Michael McClure, Henry Miller, John Rechy, Ed Sanders, Floyd Salas, John Sayles, Gore Vidal, John Waters a Malcolm X.
V roce 2017 vznikl nezávislý dokument o Barney Rossetovi pojmenovaný Barney's Wall: Portrait of a Game Changer v produkci jeho manželky Astrid Myers Rossetové a společnosti FoxHog Productions autorky Sandy Gotham Meehanové, která k filmu napsala scénář i ho zrežírovala.

## Ocenění
Rosset byl oceněn francouzským titulem Commandeur dans l'Ordre des Arts et des Lettres v roce 1999.
V roce 2008 se mu dostalo pocty od National Coalition Against Censorship za jeho úsilí v obhajobě svobodného projevu. V tom samém roce získal i ocenění Literarian Award udělované National Book Foundation za celoživotní příspěvek do americké publikační činnosti.
Na sklonku života obdržel ještě Norman Mailer Prize jakožto "výjimečný nakladatel".